# 頭柄蟾口鮟鱇
頭柄蟾口鮟鱇，為輻鰭魚綱鮟鱇目棘茄魚亞目夢角鮟鱇科的其中一種，為深海魚類，分布於東南太平洋秘魯智利海槽，棲息深度0-1130公尺，體長可達9.8公分，生活習性不明，不具任何經濟價值。

## 扩展阅读
維基物種上的相關：頭柄蟾口鮟鱇